# Johan Gustav Kjeldahl

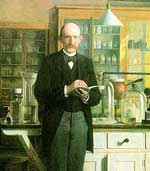
Johan Gustav Kjeldahl em 1883.

Johan Gustav Kjeldahl (Copenhaga, 16 de Agosto de 1849 — Copenhaga, Seeland, 18 de Julho de 1900) foi um químico dinamarquês, director dos laboratórios Carlsberg, de Copenhaga, que se notabilizou com o desenvolvimento do método que tem o seu nome para a determinação do azoto total em compostos orgânicos e pela investigação que realizou sobre enzimas e glúcidos. 